# Stjepan Ševo
Stjepan Ševo (Hamzići općina Čitluk, 6. listopada 1937. – San Donà di Piave, 24. kolovoza 1972.), bio je hrvatski emigrantski djelatnik, zagovornik za demokratsku suverenu i slobodnu Hrvatsku. Oca su mu ubili partizani kad je Stjepanu bilo osam godina.
Emigrirao je 1966. godine te postaje politički aktivan, ali i povjerljiva osoba unutar hrvatskih emigrantskih krugova.
Nakon sloma Hrvatskog proljeća UDBA ga smatra jednim od opasnijih vođa Hrvatskoga revolucionarnoga bratstva u Europi. Prema izvješćima suradnika UDBE Vinka Sindičića, Ševo je bio jedan od važnijih logističara HRB-a u Europi.
Sa suprugom i pokćerkom Rosemarie Bahorić živio je u Stuttgartu. Godine 1972. ova obitelj planirala je godišnji odmor provesti u Italiji, ali Sindičić je doznao za taj plan. Prema tvrdnjama svjedoka, s njima je 18. kolovoza 1972. godine doputovao u gradić San Donà di Piave kod Venecije.
Ubijen je po nalogu jugokomunističkih aparatčika. Istoga dana ubijena je i supruga Tatjana Ševo i devetogodišnja kćer Rosemarie Ševo.
Nakon ubojstva obitelji Ševo, njihov navodni prijatelj Vinko Sindičić otputovao je u SFR Jugoslaviju.
Nalogodavci i počinitelj zločina još nisu procesuirani.

## Povezani članak
- državni terorizam